# Loeuilley
Loeuilley är en kommun i departementet Haute-Saône i regionen Bourgogne-Franche-Comté i östra Frankrike. Kommunen ligger i kantonen Autrey-lès-Gray som tillhör arrondissementet Vesoul. År 2022 hade Loeuilley 96 invånare.

## Befolkningsutveckling
Antalet invånare i kommunen Loeuilley
| Referens: INSEE |